# Apanisagrion lais
Apanisagrion lais – gatunek ważki z rodziny łątkowatych (Coenagrionidae); jedyny przedstawiciel rodzaju Apanisagrion. Występuje na terenie Ameryki Północnej – w Arizonie (południowo-zachodnie USA), Meksyku i Ameryce Centralnej.